# Маврогордато Петро Амвросійович
Петро Амвросійович Маврогордато (1870—1946) — археолог-аматор, творець власного музею археологічних старожитностей у Берліні, колекціонер, філателіст, власник однієї з кращих колекцій українських поштових марок, один із засновників в еміграції Союзу філателістів України (1920).

## Життєпис
За походженням грек, родом із Херсона. Проводив археологічні розкопки на острові Березань, на території колишньої Ольвії і Тіри, у Гурзуфі в Криму (готські поховання) та інші.
З 1905 року жив у Берліні, де мав власний музей.

## Внесок у філателію
Співзасновник Союзу філателістів України (з 1920 року) у Берліні і його почесний голова (1931—1946 роки). Мав велике зібрання поштових марок України.